# Lista monumentelor istorice din județul Buzău - U

Simbol pentru monumentele istorice

Lista monumentelor istorice din județul Buzău - U cuprinde monumentele istorice înscrise în Patrimoniul cultural național al României și aflate în localități ce încep cu litera U din județul Buzău.
Lista completă este menținută și actualizată periodic de către Ministerul Culturii, Cultelor și Patrimoniului Național din România, prin intermediul Institutului Național al Patrimoniului, ultima versiune datând din 2015. Această listă cuprinde și actualizările ulterioare, realizate prin ordin al ministrului culturii.
| Cod LMI                              | Denumire                             | Localitate                       | Localizare                                                                                              | Datare, Creatori                                                               | Imagine               | Erori             |
| ------------------------------------ | ------------------------------------ | -------------------------------- | --- | ------------------------------------------------------------------------------ | --------------------- | ----------------- |
| BZ-I-s-B-02294 (RAN: 49607.01)       | Situl arheologic de la Udați-Lucieni | sat Udați-Lucieni; comuna Smeeni | „La Pascoli”                                                                                            |                                                                                | Încarcă foto \| video | Raportează eroare |
| BZ-I-m-B-02294.01 (RAN: 49607.01.02) | Așezare                              | sat Udați-Lucieni; comuna Smeeni | „La Pascoli”                                                                                            | sec. IX - X, Epoca medievală timpurie, Cultura Dridu                           | Încarcă foto \| video | Raportează eroare |
| BZ-I-m-B-02294.02 (RAN: 49607.01.01) | Așezare                              | sat Udați-Lucieni; comuna Smeeni | „La Pascoli”                                                                                            | sec. III - IV p. Chr., Epoca migrațiilor, Cultura Sântana de Mureș - Cerneahov | Încarcă foto \| video | Raportează eroare |
| BZ-I-s-B-02295 (RAN: 49901.03)       | Situl arheologic de la Ulmeni        | sat Ulmeni; comuna Ulmeni        | „Movila lui Reteșan”, „La Teișanu”, „La puțul dealului”, „Trei movile”, „La Gheorghiu”, „Movila Ulmeni” |                                                                                | Încarcă foto \| video | Raportează eroare |
| BZ-I-m-B-02295.01 (RAN: 49901.02.01) | Așezare                              | sat Ulmeni; comuna Ulmeni        | „La Biserica veche”, cca. 1,5 km sud de sat                                                             | sec. XVI - XVIII                                                               | Încarcă foto \| video | Raportează eroare |
| BZ-I-m-B-02295.02 (RAN: 49901.03.06) | Necropolă                            | sat Ulmeni; comuna Ulmeni        | „Movila lui Reteșan”, „La Teișanu”, „La puțul dealului”, „Trei movile”, „La Gheorghiu”, „Movila Ulmeni” | sec. VIII - XI, Epoca medievală timpurie                                       | Încarcă foto \| video | Raportează eroare |
| BZ-I-m-B-02295.03 (RAN: 49901.03.05) | Necropolă                            | sat Ulmeni; comuna Ulmeni        | „Movila lui Reteșan”, „La Teișanu”, „La puțul dealului”, „Trei movile”, „La Gheorghiu”, „Movila Ulmeni” | sec. IV - VI p. Chr., Epoca migrațiilor                                        | Încarcă foto \| video | Raportează eroare |
| BZ-I-m-B-02295.04 (RAN: 49901.03.04) | Necropolă                            | sat Ulmeni; comuna Ulmeni        | „Movila lui Reteșan”, „La Teișanu”, „La puțul dealului”, „Trei movile”, „La Gheorghiu”, „Movila Ulmeni” | sec. II - III p. Chr.                                                          | Încarcă foto \| video | Raportează eroare |
| BZ-I-m-B-02295.05 (RAN: 49901.03.03) | Așezare                              | sat Ulmeni; comuna Ulmeni        | „Movila lui Reteșan”, „La Teișanu”, „La puțul dealului”, „Trei movile”, „La Gheorghiu”, „Movila Ulmeni” | sec. XII - V a. Chr., Hallstatt                                                | Încarcă foto \| video | Raportează eroare |
| BZ-I-m-B-02295.06 (RAN: 49901.03.02) | Așezare                              | sat Ulmeni; comuna Ulmeni        | „Movila lui Reteșan”, „La Teișanu”, „La puțul dealului”, „Trei movile”, „La Gheorghiu”, „Movila Ulmeni” | mil. III - II, Epoca bronzului                                                 | Încarcă foto \| video | Raportează eroare |
| BZ-I-m-B-02295.07 (RAN: 49901.03.01) | Așezare                              | sat Ulmeni; comuna Ulmeni        | „Movila lui Reteșan”, „La Teișanu”, „La puțul dealului”, „Trei movile”, „La Gheorghiu”, „Movila Ulmeni” | mil. V, Eneolitic                                                              | Încarcă foto \| video | Raportează eroare |
| BZ-I-s-B-02296 (RAN: 50380.01)       | Situl arheologic de la Ursoaia       | sat Ursoaia; comuna Viperești    | „La movilă”, în vatra satului                                                                           |                                                                                | Încarcă foto \| video | Raportează eroare |
| BZ-I-m-B-02296.01 (RAN: 50380.01.01) | Așezare                              | sat Ursoaia; comuna Viperești    | „La movilă”, în vatra satului                                                                           | sec. XVI - XVIII                                                               | Încarcă foto \| video | Raportează eroare |
| BZ-I-m-B-02296.02 (RAN: 50380.01.02) | Așezare                              | sat Ursoaia; comuna Viperești    | „La movilă”, în vatra satului                                                                           | mil. III - II, Epoca bronzului                                                 | Încarcă foto \| video | Raportează eroare |